# Kibara roemeri
Kibara roemeri är en tvåhjärtbladig växtart som beskrevs av Janet Russell Perkins. Kibara roemeri ingår i släktet Kibara och familjen Monimiaceae. Inga underarter finns listade i Catalogue of Life.